# Ons Ben Messaoud
Ons Ben Messaoud, née le 18 avril 1988, est une judokate tunisienne.

## Carrière
Ons Ben Messaoud remporte la médaille de bronze dans la catégorie des moins de 57 kg aux championnats d'Afrique 2013 à Maputo.
Elle est quintuple championne de Tunisie des moins de 57 kg, de 2006 à 2010.